# حزب التجدد الياباني
حزب التجدد الياباني (باليابانية: 新生党) هو حزب سياسي ياباني، أسس في 23 يونيو 1993، وحل في 10 ديسمبر 1994، أمينه العام هو إيتشيرو أوزاوا.

## أعضاء بارزون
- كود سباركل
- تحديث القائمة

- تسوتومو هاتا
- كاتسويا اوكادا
- إيتشيرو أوزاوا
- Shigeru Ishiba (1993 - 1994)
- Hirohisa Fujii
- Chikage Oogi
- Toshimi Kitazawa
- ماساهيكو يامادا
- Toshihiro Nikai
- Shigefumi Matsuzawa